# Sombrio
Sombrio est une ville brésilienne du sud de l'État de Santa Catarina.

## Généralités
La ville fut principalement peuplée par des immigrants açoriens, portugais, italiens et allemands. Ses principales activités sont l'industrie de la confection, de la chaussure et de la céramique.
Tous les deux ans, l'Arraialfest se déroule à Sombrio, généralement au mois de juillet.

## Origine du nom
Une explication est recherchée depuis de nombreuses années pour expliquer l'origine du nom de la ville, que beaucoup n'aiment pas car il signifie « ombre » ou « tristesse » en portugais. Dans le cas présent, il s'agirait plutôt de l'ombre liée au repos, celle procurée par les figuiers sous lesquels se réfugie le voyageur aux heures de chaleur.

## Géographie
Sombrio se situe par une latitude de 29° 06' 14" sud et par une longitude de 49° 37' 44" ouest, à une altitude de 10 mètres.
Sa population était de 26 626 habitants au recensement de 2010. La municipalité s'étend sur 143 km2.
Elle se situe sur le littoral, à 7 km de l'océan, à 240 km de Florianópolis et 230 km de Porto Alegre.
Elle fait partie de la microrégion d'Araranguá, dans la mésorégion Sud de Santa Catarina.

## Administration
La municipalité est constituée de deux districts :
- Sombrio (siège du pouvoir municipal)
- Nova Guarita

## Villes voisines
Sombrio est voisine des municipalités (municípios) suivantes :
- Timbé do Sul
- Jacinto Machado
- Ermo
- Araranguá
- Balneário Arroio do Silva
- Balneário Gaivota
- Santa Rosa do Sul